# Hüttwilen
Hüttwilen (toponimo tedesco) è un comune svizzero di 1 701 abitanti del Canton Turgovia, nel distretto di Frauenfeld.

## Geografia fisica
Il territorio del comune comprende i laghi di Hüttwilen e di Nussbaumen.

## Storia
Il comune, istituito nel 1851 per scorporo da quello di Eschenz, nel 1997 ha inglobato i comuni soppressi di Nussbaumen e Uerschhausen.

## Monumenti e luoghi d'interesse

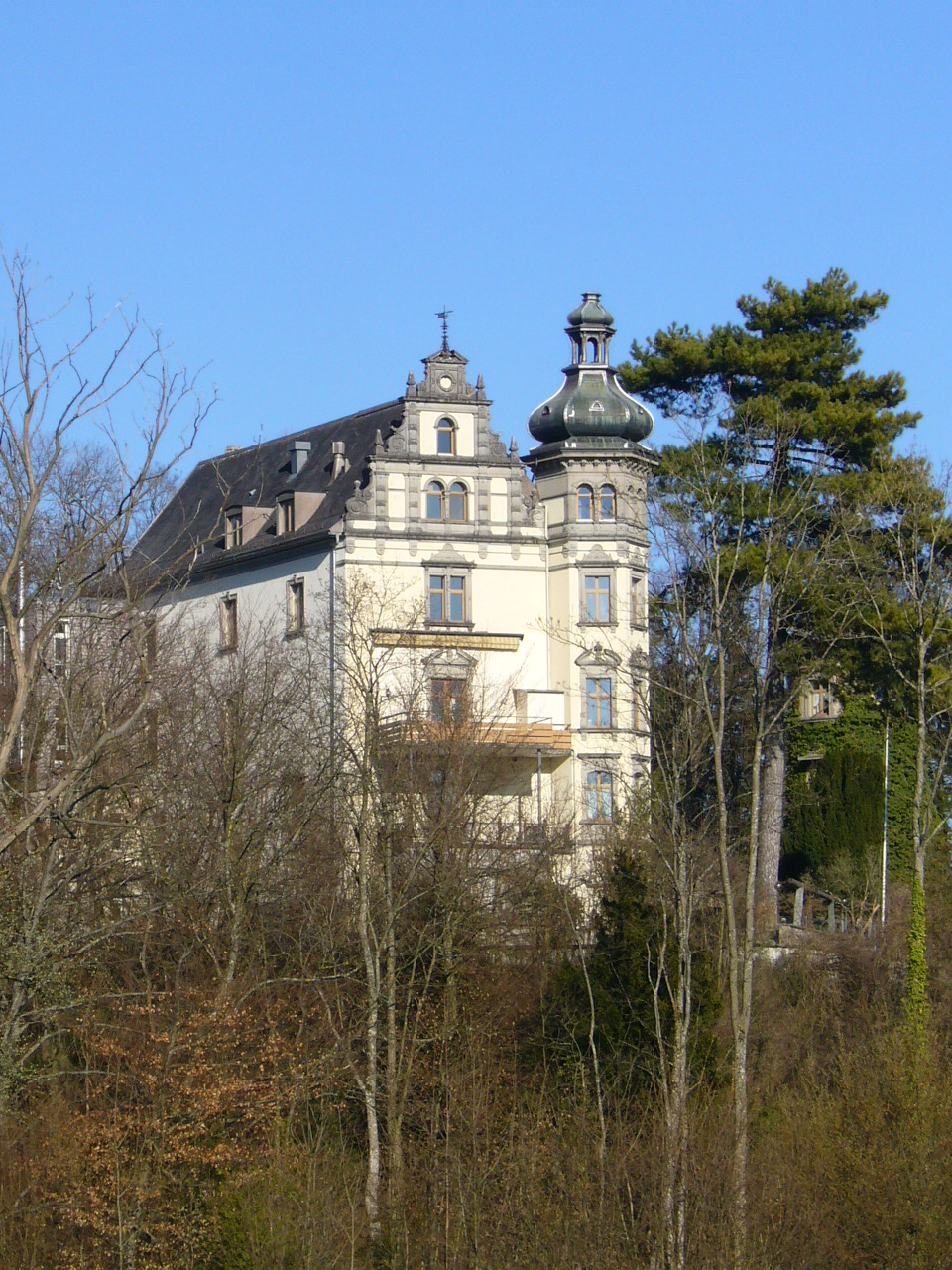
Il castello di Steinegg

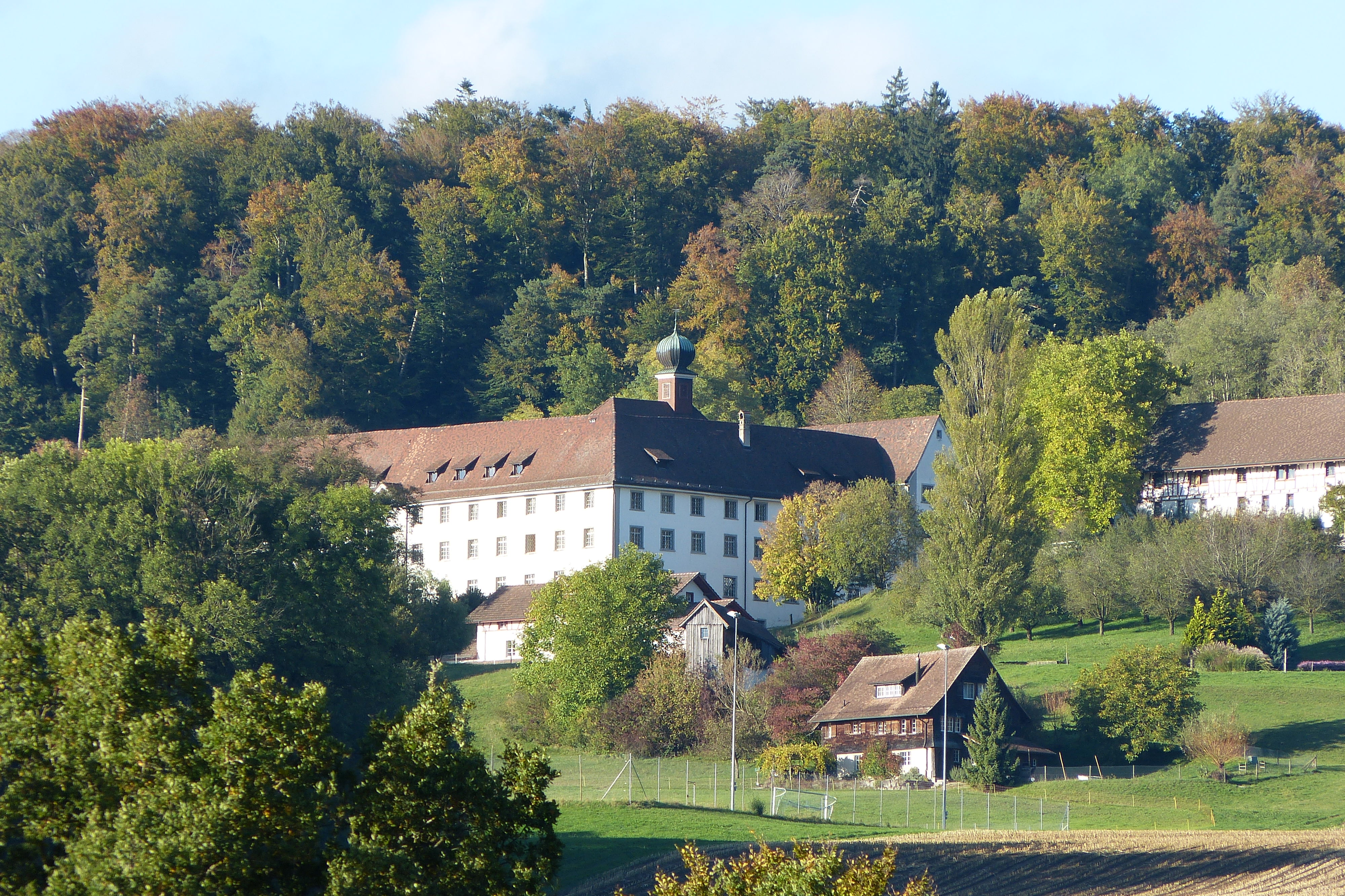
L'abbazia di Kalchrain

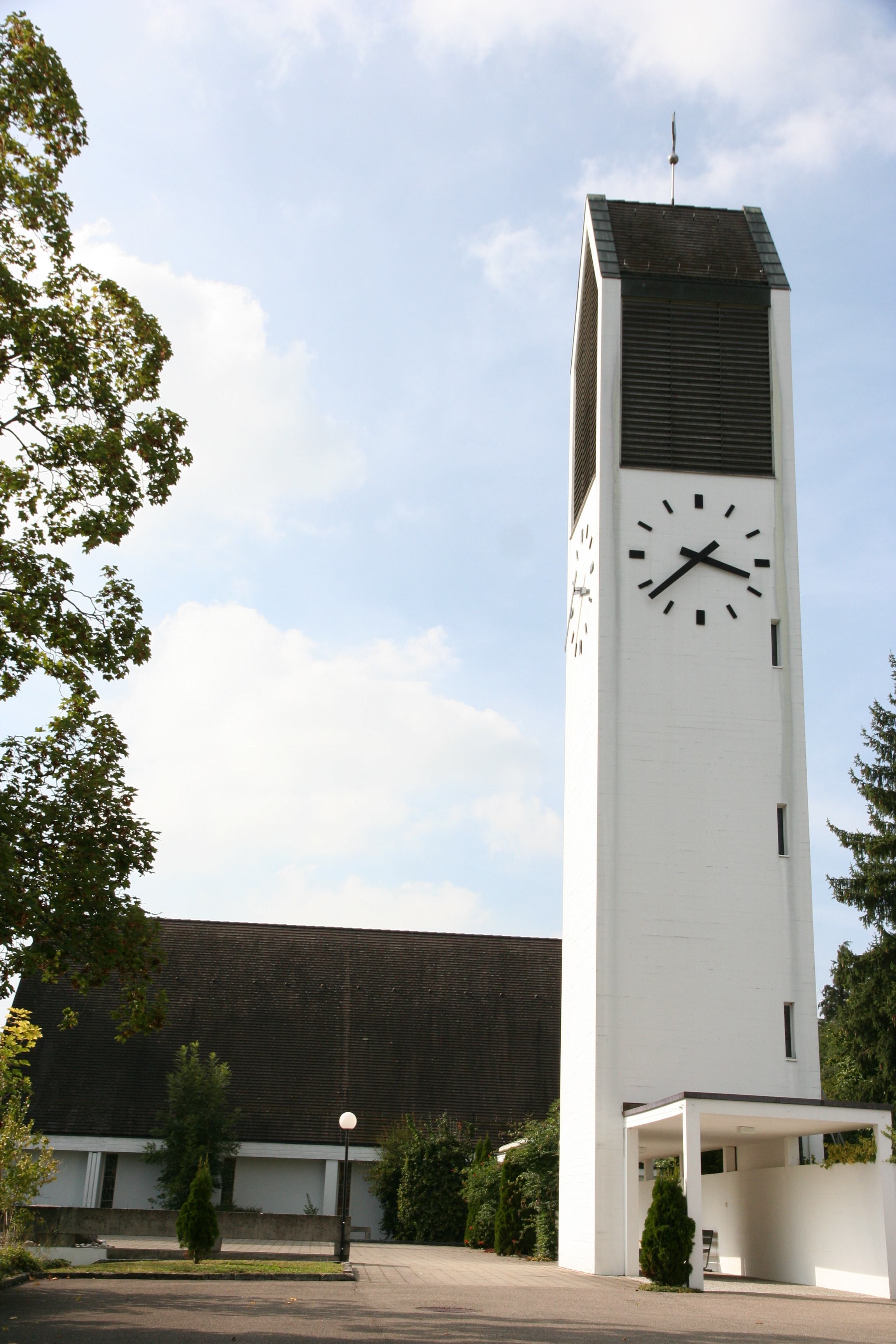
La chiesa riformata

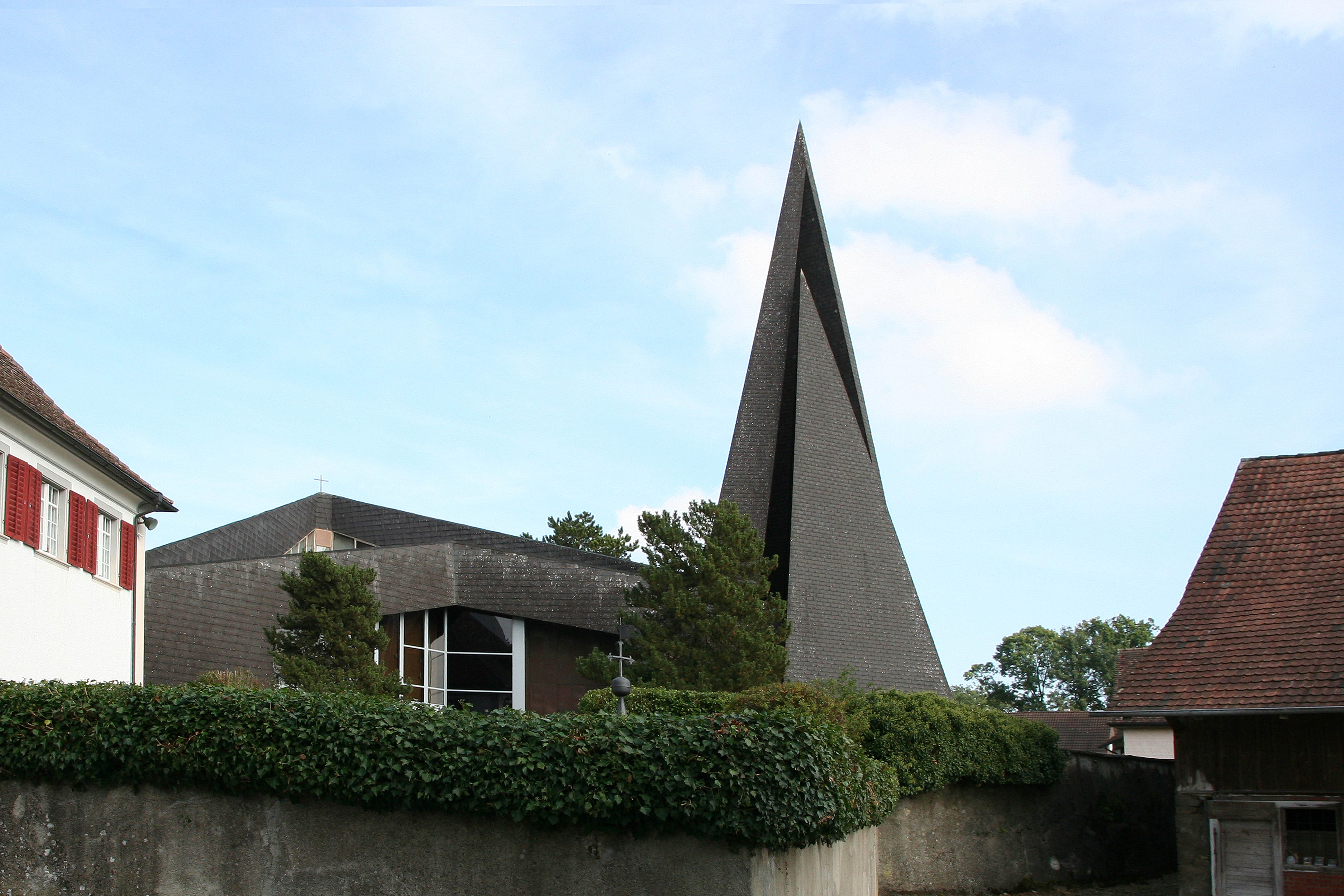
La chiesa cattolica di San Francesco

- Castello di Steinegg, attestato dal XIII secolo[2];
- Abbazia di Kalchrain, attestata dal 1331[3];
- Chiesa riformata, eretta nel 1962[1];
- Chiesa cattolica di San Francesco, eretta nel 1964[1].

## Società

### Evoluzione demografica
L'evoluzione demografica è riportata nella seguente tabella:
Abitanti censiti

## Amministrazione
Fino al 2010 ha fatto parte del distretto di Steckborn. Ogni famiglia originaria del luogo fa parte del cosiddetto comune patriziale e ha la responsabilità della manutenzione di ogni bene ricadente all'interno dei confini del comune.